# نور محمد كندي عليا
نور محمد كندي عليا هي قرية في مقاطعة بارس أباد، إيران. يقدر عدد سكانها بـ 498 نسمة بحسب إحصاء 2016.